# Microcraspedus
Microcraspedus is een geslacht van vlinders van de familie tastermotten (Gelechiidae).

## Soorten
- M. brachypogon (Meyrick, 1937)
- M. eremaula Janse, 1960
- M. photinopa (Meyrick, 1920)
- M. synecta (Meyrick, 1909)